# Venă facială profundă
Vena facială anterioară primește o ramură de dimensiuni considerabile, vena facială profundă, din plexul venos pterigoid. 